# Pro Baum
Pro Baum ist eine Fachpublikation des Patzer Verlags im Bereich Garten- und Landschaftsbau und konzentriert sich seit ihrem Ersterscheinen 2004 auf das Ökosystem „Baum“.
Die Fachzeitschrift wurde entwickelt, um einerseits dem Lebewesen Baum und seiner Bedeutung für die Menschen und anderseits der zunehmenden Bewegung und den zahlreichen Neuerungen in den Bereichen Forschung, Entwicklung und Fortbildung in diesem Spezialgebiet gerecht zu werden.
Mit einer Auflage von über 10.000 Exemplaren richtet sich Pro Baum an Unternehmer, Fachkräfte und Auszubildende im privaten und öffentlichen Bereich des Garten- und Landschaftsbaus, z. B. Verwaltungen, die mit der Planung und Pflege öffentlicher Freiräume betraut sind, und Universitäten / Fachhochschulen, die Landschafts- und Freiraumplaner (u. a. European Treeworker und European Tree Scientists) ausbilden.
Die Fachzeitschrift informiert mit Berichten aus Wissenschaft und Praxis über das Ökosystem „Baum“.  Dazu zählen Beiträge zu Pflanzung, Pflege und Erhaltung von Gehölzen sowie Baumkrankheiten und Schädlinge. Informationen über Produktneuheiten, Arbeitssicherheit sowie relevante Rechtsfragen runden das Spektrum ab.
Pro Baum erscheint vierteljährlich als Supplement der Zeitschriften Neue Landschaft und Stadt + Grün und ergänzt so mit ihrem Fokus auf alle Themen rund um Bäume und Gehölze das Angebot des Patzer Verlags für die grüne Branche.